# Conchidium
Conchidium é um género botânico pertencente à família das orquídeas (Orchidaceae).

## Espécies
1. Conchidium articulatum (Lindl.) Rauschert, Feddes Repert. 94: 444 (1983)
2. Conchidium braccatum (Lindl.) Ormerod, Taiwania 57: 119 (2012)
3. Conchidium conicum (Summerh.) Ormerod, Taiwania 57: 119 (2012)
4. Conchidium dickasonii Ormerod, Taiwania 57: 117 (2012)
5. Conchidium exile (Hook.f.) Ormerod, Taiwania 57: 119 (2012)
6. Conchidium extinctorium (Lindl.) Y.P.Ng & P.J.Cribb, Orchid Rev. 113: 272 (2005)
7. Conchidium filiforme (Wight) Rauschert, Feddes Repert. 94: 444 (1983)
8. Conchidium japonicum (Maxim.) S.C.Chen & J.J.Wood, in Fl. China 25: 348 (2009)
9. Conchidium lacei (Summerh.) Ormerod, Taiwania 57: 119 (2012)
10. Conchidium microchilos (Dalzell) Rauschert, Feddes Repert. 94: 444 (1983)
11. Conchidium muscicola (Lindl.) Rauschert, Feddes Repert. 94: 444 (1983)
12. Conchidium nanum (A.Rich.) Brieger, Schlechter Orchideen 1(11-12): 751 (1981)
13. Conchidium pusillum Griff., Not. Pl. Asiat. 3: 321 (1851)
14. Conchidium reticosum (Wight) Ormerod, Taiwania 57: 119 (2012)
15. Conchidium rhomboidale (Tang & F.T.Wang) S.C.Chen & J.J.Wood, in Fl. China 25: 347 (2009)
16. Conchidium spirodelum (Aver.) Ormerod, Taiwania 57: 119 (2012)
17. Conchidium summerhayesianum (A.D.Hawkes & A.H.Heller) Ormerod, Taiwania 57: 119 (2012)
18. Conchidium wildianum (Rolfe ex Downie) Ormerod, Taiwania 57: 120 (2012)